# 樂仙琴譜
樂仙琴譜中国古琴谱。明天启三年汪善吾撰辑。

## 作者简介
汪善吾是皖南徽州人，制墨有名，徽州在新安江上游，汪姓甚多。从晚明到清代中叶，出现过[新安汪氏琴派]汪善吾《樂仙琴谱》中各曲，来源驳杂，可能是新安派尚未成熟的体现，这一派的琴似乎是把浙派江派兼收並蓄的。

## 琴谱内容
明刊本六卷，卷一内收琴正背面图及伶官、仲尼、子期、列子、连珠、蕉叶六琴圖，及手势圖目录，弹琴须知，指法等。卷二至卷六，内收琴曲凡三十五曲。